# Primera Bohdanove
Primera Bohdanove  (ucraniano: Богданове Перше) es un pueblo del Raión de Rozdilna en el Óblast de Odesa de Ucrania. Según el censo de 2001, tiene una población de 33 habitantes.